# Арманд, Алексей Давидович
Алексей Давидович Арманд (12 июля 1931 — 1 мая 2020) — советский и российский географ, лауреат премии имени А. А. Григорьева (2003). Заслуженный деятель науки Российской Федерации (2002).

## Биография
Сын географа Д. Л. Арманда. Окончил географический факультет МГУ (1954). Затем был принят в очную аспирантуру при Кольском филиале АН СССР, а с 1957 года работал в Геологическом институте КФАН СССР — младший научный сотрудник, старший научный сотрудник (1963—1966).
В 1961 году защитил кандидатскую диссертацию «Геоморфологический очерк прихибинской части района расположения свиты Имандра-Варзуга».
Занимался исследованиями геоморфологии и четвертичной геологии таких сложных геологических образований, как Хибинский массив и объекты юго-востока Кольского полуострова.
В 1966 году перешёл на работу в Институт географии АН СССР, где стал доктором наук и посвятил свой труд проблемам разработки иерархии информационных структур Мира и живой Земли, чему посвящены его многочисленные публикации в научной и популярной литературе.
Лауреат премии имени А. А. Григорьева (2003) — за монографию «Эксперимент „Гея“. Проблема живой земли» (2001). Почётный член Московского общества испытателей природы (2017).

## Семья
- Отец — Арманд Давид Львович
- Сестра — Арманд Елена Давидовна
- Бабушка — Арманд Лидия Мариановна[4]

## Основные публикации
- Развитие рельефа Хибин и Прихибинской равнины, 1964
- Хибинский щелочной массив, 1972 (в соавторстве)
- Информационные модели природных комплексов, 1975
- Самоорганизация и саморегулирование географических систем, 1988
- Проблемы естественнонаучного мировоззрения. Краткий курс лекций, 1996
- Анатомия кризисов. В соавторстве, 1999
- Иерархия информационных структур мира, 2001
- Эксперимент «Гея» Проблема живой Земли, 2001
- Новый горизонт. Молодым о теософии, 2008[5]